# Grand couturier
Pour les articles homonymes, voir Grand et Couturier.
Un grand couturier est un « créateur de modèles de vêtements originaux, de toilettes féminines, directeur ou animateur d'une maison de haute couture ». Par cet attachement à la haute couture et les règles de cette dernière, l'activité de grand couturier ne s'adresse qu'à une clientèle féminine et reste implantée uniquement à Paris.

## Présentation
Si le terme féminin de « couturière » fait le plus souvent référence à l'ouvrière, celui de « couturier » ou « grand couturier » contient une part renvoyant à la création, au travail artisanal, et au principe de présentation régulière de collections originales, uniques, pour un public spécifique (médias ou clients), dans les salons de présentation des maisons ou lors du calendrier officiel parisien. D'ailleurs, historiquement, les femmes pratiquant la haute couture utilisent parfois l’appellation de « couturier », bien que « grande couturière » soit usité.

### Indispensable haute couture
La haute couture est traditionnellement attribuée à une idée de Worth dans les années 1850. Avant cette époque, le fait de coudre est uniquement exercée par les femmes. Le terme de « couturier » apparaît vers 1870 puis rapidement, le terme de grand couturier. Le Dictionnaire historique de la langue française Robert considère l'association du syntagme « grand couturier » avec celui de « haute couture » comme établi en 1874. L'emploi du terme masculin « couturier » est ainsi dès l'origine préféré au terme féminin plus ancien « couturière », afin de désigner une nouvelle fonction, généralement occupée par un homme, de direction d'une maison de haute couture,. Mais au XXe siècle, l'intimité et la promiscuité qu'entretient le couturier avec sa cliente, loin de la pudeur de l'époque, trouble « l'ordre moral bourgeois » : Eugène Pelletan dénonce « des hommes qui, de leurs mains solides, prennent les dimensions exactes des femmes les plus titrées de Paris, les habillent, les déshabillent, les font tourner et retourner devant eux ».
La haute couture est une dénomination réglementée par la Chambre syndicale de la haute couture suivant certaines règles établies. Cette chambre dispose légalement du droit d'attribuer cette dénomination aux créateurs. Seuls les « Membres permanents » ou les « Membres correspondants » de la chambre ont l'usage de ce terme. Pour être affilié à la Chambre syndicale, le futur grand couturier doit répondre à de nombreux critères, dont avoir prouvé un savoir-faire, ne serait-ce qu'en disposant de sa propre clientèle habillée sur mesure. L'usage même des termes « couture » et « couturier » est réglementé par une décision du 18 mars 1943.
Mais outre les critères établis, un grand couturier doit démontrer qu'il contribue ou a significativement contribué au domaine de la mode sous différents aspects : le principe de l'influence, difficilement quantifiable, peut se référer à des publications dans la presse spécialisée, voire au fait que ses créations sont reprises et copiées.
Un grand couturier est donc un créateur, français ou étranger, mais pratiquant cette activité exclusivement en France. Certains grands couturiers étrangers, à l'image de Giorgio Armani présentant à Paris sa ligne de haute couture Armani Privé, disposent d'un ou plusieurs ateliers dans la capitale afin d'être en accord avec les normes de la Chambre syndicale.

### Grand couturier ou styliste
Le terme de grand couturier, par son aspect artisanal confectionnant des pièces souvent uniques, se différencie de la production plus large du prêt-à-porter des stylistes. Le grand couturier est caractérisé par son style, ou sa griffe, et généralement associé à une marque.
Cependant après la Seconde Guerre mondiale, les frontières sont devenues plus floues. Face à la faible rentabilité de la haute couture, les grands couturiers et leurs maisons doivent alors s'affranchir des règles tout en conservant les spécificités propres à leur rang de grand couturier, à l'image de Christian Dior ou Jean Dessès ayant rapidement développés une ligne de prêt à porter de luxe dans les années 1950, Pierre Cardin au début des années 1960, rapidement suivi par André Courrèges, ou Yves Saint Laurent avec sa marque rive gauche… 
Plus récemment, le rôle du grand couturier évolue : c'est juste avant le XXIe siècle que Karl Lagerfeld, aux multiples activités, devient la représentation publique du grand couturier :  pratiquant la haute couture pour Chanel, mais également plusieurs activités de stylisme pour Chloé, Fendi, ou H&M, il est également un précurseur, omniprésent, mettant le grand couturier au tout premier plan de la communication d'une maison,,. Ses prédécesseurs, que ce soit Dior ou plus loin encore Poiret, se contentaient de faire des défilés dans leurs locaux, de donner de grandes fêtes ou des bals, le tout pour quelques invités triés, et leur image de grand couturier tenait plus de leur réputation et de leur influence. 
Le styliste Tom Ford précise que « la tâche d'un styliste de mode, c'est de saisir une impression dans l'air du temps, et d'en faire quelque chose de tangible, que les gens peuvent acheter », alors que la biographie du grand couturier Hubert de Givenchy indique qu'à propos de celui-ci « le grand couturier est un « marchand d'idées », aussi bien qu'un « marchand de robes ». » Gabrielle Chanel apportera une définition plus large du terme lorsqu'elle précisera que « le grand couturier est un homme qui a de l’avenir dans l’esprit ».